# Communauté de communes du pays d'Alby-sur-Chéran
 (avril 2013).
La communauté de communes du Pays d'Alby-sur-Chéran  est une ancienne communauté de communes française du département de la Haute-Savoie, appartenant au pays de l'Albanais. Le 1er janvier 2017, elle laisse place au Grand Annecy. Les compétences Petite Enfance, Sport, Culture et Jeunesse ont été restituées aux onze communes du Pays d'Alby. Le 16 janvier 2017, le Syndicat Intercommunal du Pays d'Alby est créé. Il permet la mise en commun des moyens entre les communes et la poursuite du développement de projets au service de ses habitants.

## Géographie
Son altitude varie entre 352 mètres à Saint-Félix et 1 699 mètres sur la commune de Viuz-la-Chiésaz.

## Histoire
La communauté de communes a été créée par arrêté préfectoral du 28 juin 1993. Ce fut la première communauté de communes créée dans le département. Elle succède et reprend les compétences des syndicats intercommunaux suivants : Syndicat Intercommunal pour le Développement Économique du Canton d'Alby (créé en 1980), Syndicat Intercommunal pour l'Équipement Scolaire du Canton d'Alby (créé en 1975), Syndicat Intercommunal pour le Ramassage des Élèves du Canton d'Alby.
Le 1er janvier 2017 est la date à laquelle la communauté de communes du pays d'Alby-sur-Chéran fusionne avec la communauté de l'agglomération d'Annecy, la communauté de communes du pays de la Fillière, la communauté de communes de la rive gauche du lac d'Annecy et la communauté de communes de la Tournette, pour former le Grand Annecy.  Les compétences Petite Enfance, Sport, Culture et Jeunesse sont alors restituées aux onze communes du Pays d'Alby. Le 16 janvier 2017, le Syndicat Intercommunal du Pays d'Alby est créé pour permettre la mise en commun des moyens entre les communes et la poursuite du développement de projets au service de ses habitants.

## Communauté
La communauté de communes regroupe les onze communes suivantes :
| Nom                     | Code Insee | Gentilé           | Superficie (km2) | Population (dernière pop. légale) | Densité (hab./km2) |
| ----------------------- | ---------- | ----------------- | ---------------- | --------------------------------- | ------------------ |
| Alby-sur-Chéran (siège) | 74002      | Albygeois         | 6,56             | 2 460 (2014)                      | 375                |
| Allèves                 | 74004      | Allevains         | 8,81             | 392 (2014)                        | 44                 |
| Chainaz-les-Frasses     | 74054      | Chainaziens       | 5,57             | 645 (2014)                        | 116                |
| Chapeiry                | 74061      | Chapeiriens       | 5,76             | 779 (2014)                        | 135                |
| Cusy                    | 74097      | Cusiards          | 17,43            | 1 828 (2014)                      | 105                |
| Gruffy                  | 74138      | Grufféens         | 14,44            | 1 573 (2014)                      | 109                |
| Héry-sur-Alby           | 74142      | Herigeois         | 7,33             | 893 (2014)                        | 122                |
| Mûres                   | 74194      | Mûrains           | 5,23             | 682 (2014)                        | 130                |
| Saint-Félix             | 74233      | Saint-Félixiens   | 6,60             | 2 407 (2014)                      | 365                |
| Saint-Sylvestre         | 74254      | Saint-Sylvestrins | 5,34             | 591 (2014)                        | 111                |
| Viuz-la-Chiésaz         | 74310      | Viulans           | 13,91            | 1 340 (2014)                      | 96                 |

- Siège : Maison du Pays d'Alby-sur-Chéran.
- Compétences : aménagement de l'espace, développement économique, eau potable et assainissement, déchets, logements, équipements culturels et sportifs, action sociale, transports scolaires, tourisme, info et communication.

## Administration
Le président actuel est Jean-Claude Martin, délégué de la commune siège d'Alby-sur-Chéran.
| Période        | Période        | Identité           | Étiquette | Qualité                                       |
| -------------- | -------------- | ------------------ | --------- | --------------------------------------------- |
| 28 juin 1993   | 6 juillet 1995 | Pierre Mercier     |           | Maire-adjoint d'Alby-sur-Chéran               |
| 6 juillet 1995 | 9 avril 2001   | Fernand Peilloud   | DvG       | Maire d'Héry-sur-Alby                         |
| 9 avril 2001   | En cours       | Jean-Claude Martin | DvG       | Maire d'Alby-sur-Chéran ex-Conseiller général |

## Compétences

### Aménagement du territoire
- SIGAL : Gestion administrative et financière du contrat de développement durable Rhône-Alpes (CDDRA) de l'Albanais depuis 2002 pour financer des projets d'intérêt communautaire (offre de logements, développement économique, déplacements).
- SCOT : Mise en œuvre et suivi du schéma de cohérence territoriale de l'Albanais depuis 2005.
- PLH : Suivi du programme local d'habitat du pays d'Alby pour développer le logement locatif aidé.
- PIG : Suivi du programme d'intérêt général pour aider les propriétaires, depuis plus de 15 ans, à rénover leur habitat.
- Équipement scolaire et ramassage des élèves du canton d'Alby.
- PLUI: Etude en cours engagée depuis 2014

### Développement économique du canton d'Alby
- Aménagement et gestion des zones d'activités du pays d'Alby : "Espace Leaders" depuis 1983 à Alby-sur-Chéran, ZAE d'Orsan depuis 2007 à Saint-Félix, ZAE d'Aiguebelette à Allèves.
- Location d'ateliers et bureaux pour des entreprises

### Environnement
- SPAC (Schéma directeur d'assainissement collectif) : collecte et traitement des eaux usés, 75 % du territoire raccordé à la fin de 2013.
- SPANC (Service public d'assaisissement non collectif : contrôle des installations des particuliers.
- La communauté est membre du SMIAC (Syndicat mixte interdépartemental d'aménagement du Chéran) chargé de la gestion du contrat de rivière.
- La communauté est membre du SITOA (Syndicat mixte interdépartemental des ordures ménagères de l'Albanais) chargé du service public d'élimination des déchets ménagers et assimilés. En 2010, chaque habitant a produit en moyenne 543 kg de déchets. Les ordures ménagères sont traitées à l'usine d'incinération du SILA à Chavanod.
- Depuis avril 2011, 520 m² de panneaux solaires installés sur le toit du gymnase, produisent annuellement 73 000 kWh.

#### Service de l'eau
La compétence « Eau potable » est du ressort de la Communauté de communes depuis le 1er janvier 2012. L'accès à l'eau est facile car elle est relativement abondante et peu coûteuse à mobiliser : peu de pompage et peu de traitements complexes, seuls 60 % des volumes subissent un traitement de désinfection par lampes UV. Le réseau dessert les 11 communes plus la commune de Saint-Girod, représentant 5 274 abonnés fin 2011. Le réseau comprend 33 captages, 2 forages, 44 réservoirs d'une capacité totale de 7 526 m3, 200 km de canalisations et 12 stations de pompage.
Les communes de Chaînaz-les-Frasses, Héry-sur-Alby et Alby-sur-Chéran sont interconnectées par le syndicat des Monts qui fournit aussi l'eau de la commune de Saint-Girod alors que les communes d'Alby-sur-Chéran et de Saint-Félix sont en partie alimentées par le syndicat des eaux de la Véisse. Les communes de Chapeiry et de Saint-Sylvestre sont alimentées par le syndicat des eaux des Lanches. Les communes de Mûres, Viuz-la-Chiésaz, Gruffy, Allèves et Cusy ne possèdent aucune connexion avec le reste du réseau.
Finalement, le réseau fournit en moyenne 2 855 m3/jour dont 1 978 proviennent du territoire et 877 sont achetées aux réseaux voisins. Les volumes facturés aux abonnés se montent à 1 753 m3/jour et 52 autres m3/jour sont vendus à d'autres réseaux. L'écart de 1 050 m3/jour correspond aux consommations des pompiers, des services d'entretien et des fuites. Le rendement primaire du réseau est de 63 % ce qui est relativement faible (76 % au niveau national). Le grand froid de l'hiver 2012 a causé de nombreux dégâts sur les branchements et les compteurs d'eau avec comme conséquences d'importantes fuites.

### Commission sociale, cadre de vie et solidarité
- Chantiers locaux d'insertion depuis 1995 : contrats aidés pour les personnes en difficultés (espaces verts, cours d'eau, sentiers de randonnée, peinture bâtiments publics, collecte sélective des papiers, déneigement...
- Relais assistantes maternelles agréées depuis 2006. Ce service comprenait en 2012, 100 assistantes maternelles offrant 338 places d'accueil.
- Petite enfance : accueil "Les Bambins du Chéran" (36 enfants de 3 mois à 4 ans) depuis 2007.
- Service jeunesse : animation périscolaire, activités de proximité pour les adolescents (200 jeunes), chantiers éducatifs d'été, conseils municipaux jeunes.
- Plan local animation jeunesse, activités sportives et culturelles associatives pendant les vacances, centres de loisirs.
- EHPAD de Gruffy, EHPAD de Chapeiry.
- ADMR, association services d'aide à domicile en milieu rural, à Marigny-Saint-Marcel.

### Commission sports et scolaires
- Transports scolaires (600 enfants), gare routière du collège d'Alby.
- Gestion des terrains de football d'Alby-sur-Chéran et Saint-Félix
- Pôle culturel et sportif du collège René Long d'Alby (gymnase, salle culturelle de 300 spectateurs, espace d'enseignement musical de 645 m², et un second gymnase de 3 500m²).
- Locaux de l'école de musique.

### Commission communication, culture et tourisme
- Soutien à une vingtaine d'associations culturelles dont École de musique d'Alby, Musée d'histoire naturelle de Gruffy, Office de tourisme de l'Albanais, Mémoires des pays du Chéran, Souvenir français, Cant'on lit au Pays d'Alby, Passerelles, la Vicussienne, Foyer socio-éducatif du collège René Long...
- Site internet à la disposition des associations.
- Passerelle, journal associatif du Pays d'Alby.
- Office du tourisme de l'Albanais.
- Restauration et valorisation des bâtiments publics non protégés.
- Création et entretien des 7 sentiers de randonnée pédestre et édition de fiches de randonnées.
- Magazine Le Mag du Pays d'Alby
- Animations estivales : pot d'accueil des touristes, visites contées et musicales du Pont de l'Abîme, visite guidée du Vieil Alby...

## Équipements
Équipements culturels, sportifs et éducatifs
- Collège René Long à Alby-sur-Chéran.
- Gymnase, terrains de sport (football, basket-ball, hand-ball), piste d'athlétisme (250 m, 4 couloirs), saut en longueur, saut en hauteur, lancer des poids, et skate-park près du collège.
- École de musique du Pays d'Alby.
- Musée de la Cordonnerie à Alby-sur-Chéran
- La maison de pays à Alby-sur-Chéran
- Musée d'Histoire naturelle à Gruffy
- 100 km de sentiers balisés ouverts aux VTT
- Le Pôle, espace culturel et sportif du Pays d'Alby.

## Vie culturelle et associative
- École de musique du Pays d'Alby
- Groupes de musique et de chants : chorales (Saint-Fé Mélodie, la Ritournelle, la Clef des champs), orchestres harmoniques (les Échos du Chéran, les Échos du Semnoz, Funky Folk Band of Chainaz).

## Communications
- Autoroute : sortie n°15 Alby-sur-Chéran/Rumilly.
- Gares à Albens, Rumilly et Annecy
- Aéroports à Genève, Lyon-Saint-Exupéry et Grenoble-Isère (Saint-Étienne-de-Saint-Geoirs), Chambéry-Aix et Annecy
- Bus, 3 lignes directes depuis Annecy, gérées par LIHSA : 31-Rumilly/Alby/Annecy, 41/42-Le Châtelard/Gruffy/Annecy-Cusy/Alby/Annecy, 171-Albens/Alby/Seynod/Annecy

## Tourisme
- Hôtels
- Appartements meublés : 37
- Chambres d'hôtes : 15
- Restaurants

## Pour approfondir